# Sepekov (przystanek kolejowy)
Sepekov – przystanek kolejowy w miejscowości Sepekov, w kraju południowoczeskim, w Czechach. Położony jest na linii Tábor - Ražice. Znajduje się na wysokości 465 m n.p.m.
Na przystanku istnieje możliwości zakupu biletów i rezerwacji miejsc.

## Linie kolejowe
- 201 Tábor - Ražice